# Orso Ipato
Orso Ipato é considerado tradicionalmente o terceiro Doge de Veneza (726–742) e o primeiro historicamente conhecido. Em algum momento no começo do século VIII, foi eleito para liderar os venezianos e ganhou o título de duque que se transformou no dialeto veneziano em doge.
Orso veio de Eraclea. Finalmente, foi reconhecido pelo imperador bizantino Leão III, o Isauro, quem lhe deu o título de hípato, ou cônsul. Os seus descendentes levaram o sobrenome Ipato devido a esta honra imperial. A família Orséolo também descendia dele. Após a violenta morte de Orso (assassinado talvez por instigação de Eutíquio, exarca de Ravena), houve um breve interregno antes que o seu filho, Teodato, fosse eleito como o segundo doge de Veneza.